# Castanea crenata
Il castagno giapponese (Castanea crenata Siebold & Zucc., 1846) è una pianta appartenente alla famiglia delle Fagaceae, affine al castagno europeo, diffusa in Giappone e Corea.

## Morfologia
C.crenata è un albero di medie dimensioni, alto da 10 a 15 metri, a ramificazione simpodiale.
Ha foglie semplici, strette, con margine crenato-serrato, tomentose in un primo momento, decidue, provviste di stipole alla base. Sono lunghe 8–19 cm e larghe 3–5 cm. I piccioli sono molto corti. La cicatrice fogliare è semicircolare.
La pianta è monoica. I fiori sono portati in amenti eretti, che possono raggruppare solo fiori maschili oppure misti. I fiori maschili sono distribuiti in glomeruli di 3-7 fiori su tutto l'amento. I fiori femminili si trovano alla base degli amenti misti in gruppi di 1-3, essi sono racchiusi in un involucro subsferico chiamato cupola, provvisto di spine.
Il frutto è una noce arrotondata molto grossa rispetto a quella del castagno europeo. In ogni cupola vi sono 3-7 frutti.

## Distribuzione e habitat
La pianta è diffusa allo stato naturale in Giappone e nella Corea del Sud, ma è stato introdotto in Europa nel 1876.

## Usi
In Giappone, Cina e a Taiwan è molto coltivato a scopo alimentare. È piuttosto resistente al Mal dell'inchiostro ed entra precocemente in produzione, caratteristiche mancanti al castagno europeo e al castagno americano, è stato quindi utilizzato per sviluppare degli ibridi tra queste due specie. Questi ibridi inoltre sono molto più facili da riprodurre per talea. Tra tutti l'ibrido più noto è il "Marigoule 15".